# Тіт Квінкцій Цинциннат Капітолін (військовий трибун з консульською владою 368 року до н. е.)
Тіт Квінкцій Цинциннат Капітолін (лат. Titus Quinctius Cincinnatus Capitolinus; ? — після 367 до н. е.) — державний, військовий та політичний діяч Римської республіки, військовий трибун з консульською владою 368 року до н. е., начальник кінноти 367 року до н. е.

## Життєпис
Походив з патриціанського роду Квінкціїв. Про молоді роки немає відомостей. У 368 році до н. е. обирається військовим трибуном з консульською владою (разом з Сервієм Корнелієм Малугіненом, Сервієм Сульпіцієм Претекстатом, Луцієм Папірієм Крассом, Луцієм Ветурієм Крассом Цікуріном, Спурієм Сервілієм Структом). Цього року тривала протидіями поміж плебеями та патриціями стосовно закону Секстилія—Ліцинія, який надавав право плебеями на консульство. Невідомо, який бік зайняв Цинциннат.
У 367 році до н. е. диктатор Марк Фурій Камілл призначив Тіта Квінкція своїм заступником — начальником кінноти. На цій посаді допомагав Каміллу протидіяти галам, які загрожували Риму. Подальша доля невідома.